# Miroslav Nemecek
Pour les articles homonymes, voir Nemecek.
Pas d'image ? Cliquez ici

a Compétitions nationales et continentales officielles uniquement.

b Matchs officiels uniquement.
Dernière mise à jour le 11 juillet 2015.
Miroslav Nemecek, né le 23 mai 1980, est un joueur tchèque de rugby à XV, qui a évolué au poste de deuxième ligne (1,97 m pour 114 kg) à l'US Oyonnax.

## Carrière

### En club
- Old Boys (Prague)
- Bracknell RFC (en)
- RC Říčany (en)
- Taupiri RFC
- 2005-2006 : CA Bègles-Bordeaux
- 2006-2007 : RC Říčany (en)
- 2007-2008 : US Beaurepaire
- 2008-2015 : US Oyonnax
- 2015-2018 : Rugby club Hyères Carqueiranne La Crau

### En équipe deRépublique Tchèque
- Miroslav Nemecek a connu sa première sélection le 14 février 2004 contre la Roumanie.

## Palmarès

### En club
- Champion de France de Pro D2 2013

### En équipe de république tchèque
- 13 sélections
- Sélections par année : 6 en 2004, 4 en 2005, 3 en 2006.

### Autres sélections
- International -21 ans.